# John Steinbeck
John Ernst Steinbeck, Jr. (/ˈstaɪnˌbək/; Salinas, 27 de fevereiro de 1902 – Nova Iorque, 20 de dezembro de 1968) foi um escritor estadunidense.
As suas obras principais são A Leste do Paraíso (PT) ou A Leste do Éden (BR) (East of Eden, 1952) e As Vinhas da Ira (The Grapes of Wrath, 1939). Foi membro da Ordem DeMolay. Recebeu o Nobel de Literatura de 1962.

## Biografia
Ainda muito jovem, por influência dos pais, leu Dostoiévski, Milton, Flaubert e George Eliot. Terminou o curso secundário no Salinas High School, em 1919. No ano seguinte, ingressou na Universidade de Stanford, exercendo várias profissões para custear os estudos. Em 1925, empregou-se no jornal American de Nova Iorque, e vasculhou a cidade em busca de um editor para seus livros ainda não escritos. Estreou na literatura com A Taça de Ouro (1929), biografia romanceada do bucaneiro Henry Morgan, já marcada por seu característico estilo alegórico.
Publicou em seguida Pastagens do céu (1932) e A Um Deus Desconhecido (1933). Esses primeiros livros não lhe asseguraram a profissionalização como escritor. Em 1935 firmou-se como autor de prestígio com Boêmios Errantes, que recebeu a medalha de ouro do Commonwealth Club de São Francisco como melhor livro californiano do ano. Os três mais importantes romances de Steinbeck foram escritos entre 1936 e 1938: Luta Incerta (1936) descreve uma greve de trabalhadores agrícolas na Califórnia; Ratos e Homens (1937), que seria transportado para o cinema e para o teatro, analisa as complexas relações entre dois trabalhadores migrantes; As Vinhas da Ira (1939), considerado sua obra-prima, conta a exploração a que são submetidos os trabalhadores itinerantes e sazonais, através da história da família Joad, que migra para a Califórnia, atraída pela ilusória fartura da região. Essa trágica odisseia recebeu o Prémio Pulitzer de Ficção e foi levada à tela por John Ford em 1940.
A obra de Steinbeck inclui ainda Caravana de Destinos (1944), A Pérola (1945/47), O Destino Viaja de Ônibus (1947), Doce Quinta-feira (1954), O Inverno de Nossa Desesperança (1961), Viagens com Charley (1962).
Steinbeck teve 17 de suas obras adaptadas para filme por Hollywood. Alcançou também grande sucesso como escritor para filmes, tendo sido indicado em 1944 ao Óscar de melhor história (categoria descontinuada em 1957, sendo substituída pela de melhor roteiro original) pelo filme Um Barco e Nove Destinos (Lifeboat) de Alfred Hitchcock.

## Obras
| nº série | Título original                                  | Título no Brasil                                              | Tradução                                   | Título em Portugal                  | Tradução                 | Ano  | Editora                                                                       |
| -------- | ------------------------------------------------ | ------------------------------------------------------------- | ------------------------------------------ | ----------------------------------- | ------------------------ | ---- | ----------------------------------------------------------------------------- |
| 01       | Cup of Gold                                      | Berço de Ouro ou Tempos Passados                              | A. B. Pinheiro de Lemos                    | A Taça de Ouro                      | Carlos Bittencourt       | 1929 | Cupolo, Record                                                                |
| 02       | The Pastures of Heaven                           |                                                               |                                            | Pastagens do Céu                    | Tomás Ribas              | 1932 | Livros do Brasil                                                              |
| 03       | The Red Pony                                     | O Pônei Vermelho ou O Menino e o Alazão                       | Ruy Jungmann                               | O potro vermelho                    | Rebelo de Bettencourt    | 1933 | Record                                                                        |
| 04       | To A God Unknown                                 | Ao Deus Desconhecido                                          | Nair Bisony Mazza ; revista por Jose Reis  | A Um Deus Desconhecido              | Manoel do Carmo          | 1933 | Ibrasa, Europa-América                                                        |
| 05       | Tortilla Flat                                    | Boémios Errantes                                              | Edison Carneiro, Jose Sanz                 | O milagre de S. Francisco           | Gervásio Álvaro          | 1935 | Casa Ed. Vecchi, Opera Mundi, Record, Círculo do livro                        |
| 06       | In Dubious Battle                                | Luta Incerta                                                  | A. B. Pinheiro de Lemos                    | Batalha Incerta                     | Fernanda Pinto Rodrigues | 1936 | Ed. Flama ltda, Record                                                        |
| 07       | Of Mice and Men                                  | Ratos e Homens                                                | Ana Ban, Myriam Campello                   | Ratos e homens                      | Érico Veríssimo          | 1937 | Bruguera, LPM Pocket, Record, Círculo do livro, Livros do Brasil              |
| 08       | The Long Valley                                  | O Vale Sem Fim                                                | A. B. Pinheiro de Lemos                    | O Longo Vale                        | Jorge Rosa               | 1938 |                                                                               |
| 09       | The Grapes of Wrath                              | As Vinhas da Ira                                              | Herbert Caro e Ernesto Vinhaes             | As vinhas da ira                    | Virgínia Motta           | 1939 | Livraria do Globo, Record, Abril, Abril Cultural, Círculo do livro, Bestbolso |
| 10       | Forgotten Village: Life in a Mexican Village     |                                                               |                                            |                                     |                          | 1941 |                                                                               |
| 11       | Sea of Cortez                                    |                                                               |                                            |                                     |                          | 1941 |                                                                               |
| 12       | The Moon Is Down                                 | A Lua no Ocaso                                                | A. B. Pinheiro de Lemos                    | Noite Sem Lua                       | Pedro M. Figueiredo      | 1942 | Cia. Editora Nacional, Record                                                 |
| 13       | Bombs Away                                       |                                                               |                                            |                                     |                          | 1942 |                                                                               |
| 14       | Cannery Row                                      | A rua das ilusões perdidas: caravana de destinos              | A. B. Pinheiro de Lemos                    | Bairro da lata                      | Luisa Maria de Eça Leal  | 1945 | Círculo do livro, Record, Bestbolso                                           |
| 15       | The Pearl                                        | A Pérola                                                      | A. B. Pinheiro de Lemos                    | A pérola                            | Mário Dionísio           | 1947 | Record, Círculo do livro, Bestbolso; Europa-América                           |
| 16       | The Wayward Bus                                  | O Destino Viaja de Ônibus                                     | Frederico Branco                           | Os Náufragos do Autocarro           | L. de Almeida Campos     | 1947 | Inst. Progresso ed., Ibrasa                                                   |
| 17       | A Russian Journal com fotos de Robert Capa       | Um Diário Russo                                               | Claudio Marcondes                          |                                     |                          | 1948 | Cosac Naify,                                                                  |
| 18       | Burning Bright                                   | O filho desejado                                              | A. B. Pinheiro de Lemos                    | Chama Devoradora                    | Virgínia Motta           | 1950 | Record, Círculo do livro                                                      |
| 19       | Log from the Sea of Cortez                       |                                                               |                                            |                                     |                          | 1951 |                                                                               |
| 20       | East of Eden                                     | A Leste do Eden ou Vidas Amargas                              | Roberto Muggiati, A. B. Pinheiro de Lemos, | A Leste do Paraíso                  | João B. Viegas           | 1952 | Mérito, Record, Círculo do livro, Abril Cultural; Livros do Brasil, Bertrand  |
| 21       | Sweet Thursday                                   | Doce Quinta-Feira                                             | A. B. Pinheiro de Lemos                    | Um Da Diferente                     | João Belchior Viegas     | 1954 | Mérito, Record                                                                |
| 22       | The Short Reign of Pippin IV                     | O Curto Reinado de Pepino IV                                  | Ruy Jungmann                               | O Breve Reinado de Pepino IV        | José Carlos Gonzalez     | 1957 | Record,                                                                       |
| 23       | Once There Was A War                             |                                                               |                                            | Correspondente de Guerra            | Virgínia Motta           | 1958 |                                                                               |
| 24       | Winter of Our Discontent                         | O Inverno da nossa Desesperança ou O Inverno dos Descontentes | Brenno Silveira                            | O Inverno do Nosso Descontentamento | João Belchior Viegas     | 1961 | Civilização brasileira, Record, Círculo do livro                              |
| 25       | Travels With Charley: In Search of America       | Viajando com Charley                                          | A. B. Pinheiro de Lemos                    | Viagens com o Charley               | Victorino Sousa          | 1962 | Record, Bestbolso, Livros do Brasil                                           |
| 26       | America and Americans                            | A América e os Americanos                                     | Maria Beatriz de Medina                    |                                     |                          | 1966 |                                                                               |
| 27       | Journal of a Novel                               |                                                               |                                            |                                     |                          | 1969 |                                                                               |
| 28       | Viva Zapata                                      |                                                               |                                            |                                     |                          | 1975 |                                                                               |
| 29       | The Acts of King Arthur and His Noble Knights    |                                                               |                                            |                                     |                          | 1976 |                                                                               |
| 30       | Working Days: The Journal of The Grapes of Wrath |                                                               |                                            |                                     |                          | 1989 |                                                                               |

## Conexões externas
- «Perfil no sítio oficial do Nobel de Literatura 1962» (em inglês)
- Arquivo do FBI de John Steinbeck
- The Steinbeck Quarterly journal
- John Steinbeck Biography Early Years: Salinas to Stanford: 1902–1925 do National Steinbeck Center
- Western American Literature Journal: John Steinbeck
- Cuernavaca, Mexico, 1945 - Mrs. Stanford Steinbeck, Gwyndolyn, Thom and John Steinbeck
- John Steinbeck (em inglês) no Find a Grave [fonte confiável?]